# Heterusia promenea
Heterusia promenea är en fjärilsart som beskrevs av Druce 1893. Heterusia promenea ingår i släktet Heterusia och familjen mätare. Inga underarter finns listade i Catalogue of Life.